# 何喬新
何喬新（1427年—1502年），字廷秀，江西廣昌縣人，明朝政治人物，官至刑部尚書，諡文肅。

## 生平
父親何文淵，是永樂十六年進士，授御史，歷任山東、四川等地的巡按御史。
何喬新為何文淵的第三子，母親揭氏。何喬新生於明宣宗宣德二年（1427年），景泰五年（1454年）登進士第，景泰七年，授禮部主客司主事。
天順元年（1457年），父親何文淵過世，完成丁父憂、丁母憂。一說天順二年(1458年)，何文淵的弟子揭稽上奏，舉發何喬新等諸不法事，並逼其父自盡喬新反控揭稽在鎮守廣東時，曾代黃𤣾撰寫易儲之疏章。。
日後何喬新再起為刑部陝西司主事。宪宗成化四年（1468年），出任福建按察副使，歷官河南按察使、湖广右布政使，有政绩。
成化十六年（1480年），为右副都御史，同年11月赴晋任山西巡抚。
成化十九年八月乙丑，戶部侍郎李衍、刑部侍郎何喬新巡視邊關。
成化二十年（1484年）被明廷召回拜為为刑部右侍郎，奉命前往山西赈灾。
成化二十一年春正月乙巳，明廷派遣侍郎李賢、何喬新、賈俊去陝西、山西、河南等地賑饑荒之災。
成化二十三年（1487年）八月，孝宗繼位，萬安、劉吉忌之，外放至南京。
孝宗弘治元年（1488年）正月，吏部尚书王恕举荐为刑部尚书，時人以「父子尚書」為美談。劉吉叫唆御史邹鲁诬陷，弘治四年八月（1491年）辭官歸里。弘治十五年十二月二十二日（1503年1月19日）卒。正德十一年（1516年），追赠太子太保，次年追谥文肃。

## 著作
喬新本人博覽群籍，從政之餘，抄錄異書積累三萬餘帙，皆親手校稿。著有《椒丘文集》、《周礼集注》、《策府群玉》、《宋元史臆见》、《文苑群玉》、《唐律群玉》、《续编百将传》、《贤琬琰集》等。

## 延伸阅读
[在维基数据编辑]
 《國朝獻徵錄·卷之四十四》，出自焦竑《國朝獻徵錄》
 《明史卷一百八十三》，出自《明史》